# Eolická degradace půdy v Číně
Eolická degradace je degradací půdy, způsobenou větrnou erozí. Dochází k desertifikaci, a tím pádem k ubývání úrodné půdy. Tomuto problému nečelí pouze Čína, ale také například Afrika.

## Výskyt
Postižena je zejména severní, severovýchodní a severozápadní Čína. Jedná se o místa vyprahlá, polosuchá a subhumidní. Nejvíce postiženými oblastmi jsou Sin-ťiang, Vnitřní Mongolsko a Čching-chaj. Celková postižená oblast činí 375 935,5 km².

## Příčiny vzniku
Hlavním negativním faktorem je lidská aktivita:
- nárůst populace
- nadměrné zemědělství
- nadměrné spásání
- deforestace
- přílišné čerpání vody
- průmysl

Důležitý vliv má také přírodní faktor. K tomu se řadí klimatické změny, například globální oteplování.

## Následky
Degradace půdy způsobuje škody jak ekonomické, tak i sociální a environmentální.
Mezi negativní dopady se řadí:
- snížení úrodnosti půdy
- zhoršení životního prostředí
- ohrožení živobytí lidí
- písečné a prašné bouře
- ohrožuje bezpečnost a fungování dopravy

Má také opravdu zanedbatelné pozitivum a tím je, že v pouštních oblastech dochází k vytváření zajímavých útvarů, které přitahují turisty.

## Řešení
Čína roku v roku 2002 přijala Zákon Čínské lidové republiky o prevenci a kontrole desertifikace, který by měl podpořit všechny kroky a opatření, jež se budou snažit s desertifikací bojovat. Od roku 2002 investovala Čína v přepočtu okolo 734 miliard korun českých. Zavedla také různé programy, jako např. Program na ochranu lesů nebo Národní program pro poražení desertifikace. V zemi vznikají také různé projekty, kterou se většinou zaměřují na fázi aforestace. Mezi nejrozsáhlejší projekty patří Velká zelená zeď nebo třeba Grain for Green.
Mezi specifické metody, které pomáhají proti desertifikaci, patří třeba vytváření slaměných šachovnicových bariér, které vytváří větru překážku. Další metodou je sázení semínek do trubiček, které rostlinku ochraňují před větrem, který by ji mohl ze země odvát. Tento způsob se hlavně využívá pro sázení stromů z rodu Haloxylon (český název rosilka nebo saxaul).